# نترات الأكتينيوم الثلاثي
نترات الأكتينيوم الثلاثي هو مركب غير عضوي، وملح الأكتينيوم لحمض النيتريك، صيغته الكيميائية Ac(NO3)3. يوجد المركب على هيئة مادة بيضاء سريعة الذوبان في الماء.

## تركيب
يمكن الحصول على نترات الأكتينيوم عن طريق إذابة الأكتينيوم أو هيدروكسيد الأكتينيوم في حمض النتريك.
{\displaystyle {\mathsf {Ac(OH)_{3}+3HNO_{3}\ \xrightarrow {} \ Ac(NO_{3})_{3}+3H_{2}O}}}

## الخصائص
تتحلل نترات الأكتينيوم (III) عند التسخين فوق 600 درجة مئوية:
{\displaystyle {\mathsf {4Ac(NO_{3})_{3}=2Ac_{2}O_{3}+12NO_{2}+3O_{2}}}}
يستخدم هذا الملح كمصدر لأيونات Ac 3+ للحصول على مركبات الأكتينيوم غير القابلة للذوبان عن طريق الترسيب من المحاليل المائية.